# Michael H. Buchholz
Michael H. Buchholz (* 12. März 1957 in Hannover; † 6. März 2017 ebenda) war ein deutscher Persönlichkeitstrainer und Science-Fiction-Autor. Als letzterer schrieb Buchholz vor allem Romane um die fiktive Person Atlan in der Perry-Rhodan-Reihe. Unter dem Pseudonym Robert M. Talmar schrieb er eine Reihe von Fantasy-Romanen.

## Leben
Buchholz machte in Hannover das Abitur und arbeitete in den verschiedensten Berufen, unter anderem als Grafiker und Layouter. Daneben studierte er Betriebswirtschaft und Unternehmensstrategie. Nach seiner Tätigkeit als Bildungsreferent in der Wirtschaft eröffnete er ein sogenanntes Persönlichkeits-Entwicklungs-Institut namens MindFrame für Mentaltraining in Hannover, wo er auch mit seiner Familie wohnte. Ab 1993 leitete er als Persönlichkeitstrainer Seminare für wirtschaftliche Führungskräfte und Privatpersonen.
Schon seit früher Kindheit hegte er den Wunsch, Schriftsteller zu werden. Zu seinen literarischen Vorbildern gehörten damals Karl May und J. R. R. Tolkien. Gemeinsam mit Jugendfreund Rüdiger Schäfer begann er, Fan-Romane für Perry Rhodan zu verfassen. Dies ermöglichte ihm später den Einstieg in die Serie. Auch die Anfänge seiner späteren "Gilwenzeit"-Romane liegen in dieser Zeit. Nach einer schweren Krebserkrankung, die 2015 überwunden schien, gab er seinen Beruf als Persönlichkeitstrainer auf und arbeitete nur noch als freier Schriftsteller.
Er unterlag im März 2017 dem Wiederaufflammen seiner Krebserkrankung.

## Werke (Auswahl)

### Persönlichkeitstraining
- Alles was du willst: Die universellen Erwerbsregeln für ein erfülltes Leben. Omega, Düsseldorf 2000, ISBN 3-930243-19-9.
- Tu was du willst: Die universellen Einsichten für ein erfülltes Leben. Omega, Aachen 2002, ISBN 3-930243-27-X.
- Wie du das Beste aus dir herausholst: Der Schlüssel zum Seminarerfolg. Aniris, Sehnde 2003, ISBN 3-937281-00-2.
- Vaya: Das Arbeitsbuch zu den universellen Karten für ein erfülltes Leben. Aniris, Sehnde 2003, ISBN 3-937281-01-0.

### Science-Fiction
- Hort des Wissens. (mit Rüdiger Schäfer), Fabylon, Markt Rettenbach 2007, ISBN 978-3-927071-20-9
- Acht Tage Ewigkeit. (als Teil der Rudyn-Trilogie der Atlan-Reihe), Fantasy Productions, Erkrath 2007, ISBN 3-890641-73-3.

### Fantasy

#### Gilwenzeit
1. Robert M. Talmar: Der vergessene Turm. Bastei Lübbe, Köln 2015, ISBN 978-3-404-20817-3.
2. Robert M. Talmar: Der verlorene Brief. Bastei Lübbe, Köln 2013, ISBN 978-3-404-20750-3.
3. Robert M. Talmar: Die verruchten Pfade. Bastei Lübbe, Köln 2015, ISBN 978-3-404-20759-6.